# Vasilij Morozov
Vasilij Ivanovič Morozov (in russo Василий Иванович Морозов?; Pozdnjakowo, 8 febbraio 1897 – Mosca, 1º luglio 1964) è stato un generale sovietico.